# Notharchus
Notharchus é um género de ave piciforme da família Bucconidae, que compreende os macurus.
Este género contém as seguintes espécies:
- Macuru-de-testa-branca, Notharchus hyperrhynchus
- Macuru-de-peito-preto, Notharchus pectoralis
- Macuru-de-peito-marrom, Notharchus ordii
- Macuru-pintado, Notharchus tectus
- Macuru-de-barriga-castanha, Notharchus swainsoni
- Macuru-de-pescoço-branco, Notharchus macrorhynchos